# 日韓交流おまつり
日韓交流おまつり（にっかんこうりゅうおまつり）とは毎年東京とソウルで開催されている日韓友好を目的としたイベントの名称。これは2005年の日韓国交正常化40周年の記念で始められ毎年ソウルで開催されてきたが、2009年より東京でも開催されるようになっている。2013年は9月21日に日比谷公園で開会式が実施され、憲仁親王妃久子ら、日本国内の要人も参加した。2020年以降、新型コロナウイルス感染症の世界的流行の影響により対面による催しは自粛されオンラインによる交流を続けていたが、2023年に約4年ぶりとなる対面による開催を再開した。